# Llençolada

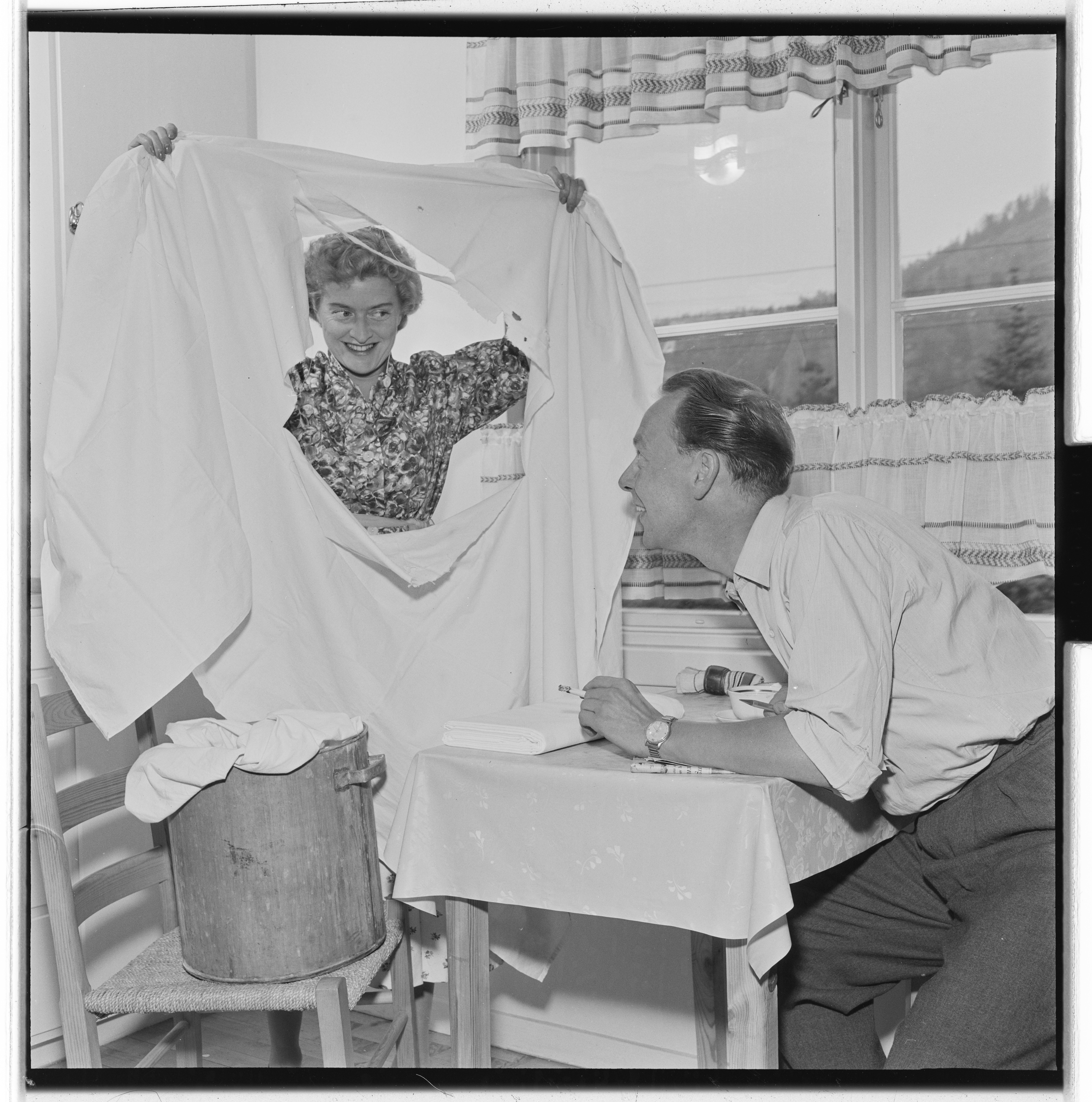
Un home i una dona creuen una mirada de complicitat a través d'un llençol durant la bugada.

La llençolada o sopar valencià és un joc sexual masculí per a ésser exercit en grup, documentat com a històric i propi del País Valencià. Malgrat no se'n sap ben bé la seua antiguitat, els seus orígens sembla que es remunten a les pràctiques eròtiques homosexuals de l'edat mitjana, que eren força comunes fins que el catolicisme les va començar a criminalitzar i fer punibles com a sodomies d'ençà del segle xi.
Esta prova sexual consisteix en un grup d'hòmens que s'asseuen al voltant d'una taula coberta amb un llençol o mantell ben ample. Així, llurs cames i òrgans sexuals queden tapats per la llargada d'una sola peça de roba. Davall de la taula, un altre home (o bé una dona) ha de masturbar o dur a terme una fel·lació a un dels participants, que ha de dissimular-ho el millor que puga per tal que la resta no sàpiga que és ell qui rep el plaer. Manté una certa semblança amb d'altres jocs eròtics i medievals entre hòmens —sobretot reus— com el gorigori (o gorrigorri).
La presència de la llençolada en l'imaginari popular valencià i en la bibliografia històrica havien caigut significativament en l'oblit fins a la publicació en 2014 de la primera versió del Diccionari Normatiu Valencià, quan l'Acadèmia Valenciana de la Llengua hi va incloure i recuperar diversos mots i accepcions genuïnes que no s'havien recollit mai abans en l'àmbit lexicogràfic.